# 奥拉泰
奥拉泰（1980年3月27日—），泰国民谣女歌手。1980年3月27日生于乌汶叻差他尼，由祖父抚养成人，2009年于蓝康恒大学毕业。期间结识了作曲家及音乐教师Sala Khunawut，后者鼓励她从事民谣演唱。她的首张专辑是《Dok Yah Nai Pah Poon》，现在其专辑的发行量已超过100万张。